# Phyllanthus subcuneatus
Phyllanthus subcuneatus là một loài thực vật có hoa trong họ Diệp hạ châu. Loài này được Greenm. miêu tả khoa học đầu tiên năm 1898.